# Eva Bergmanová
Eva Bergmanová (* 5. září 1945 Helsingborg Švédsko) je švédská režisérka. Dcera Ingmara Bergmana a Ellen Bergmanové. Sestra Jana, Anny a Matse Bergmanových. Polorodá sestra Daniela Bergmana a Linn Ullmannové. Od roku 1998 byla provdaná za Henninga Mankella.
V letech 1978–2002 byla uměleckou vedoucí divadla Backa (Backa teater) v Göteborgu.

## Filmografie
- 1990 Sen noci svatojánské (En Midsommarnattsdröm)
- 1991 Trappen
- 1996 Rukojmí (Gisslan)
- 1996 Faust
- 1997 Sven